# Lampetis werneri
Lampetis werneri es una especie de escarabajo del género Lampetis, familia Buprestidae. Fue descrita científicamente por Krajcik en 2009.